# Матильда Шаумбург-Ліппська
Матильда Шаумбург-Ліппська, повне ім'я Матильда Августа Вільгельміна Кароліна Шаумбург-Ліппська (нім. Mathilde zu Schaumburg-Lippe; 11 вересня 1818 — 14 серпня 1891) — принцеса Шаумбург-Ліппська з дому Ліппе, донька князя Шаумбург-Ліппського Георга Вільгельма та принцеси Вальдек-Пірмонтської Іди Кароліни, дружина герцога Вюртемберзького Євгена.

## Біографія
Матильда народилась 11 вересня 1818 року у Бюкебурзі, столиці князівства Шаумбург-Ліппе, другою дитиною та старшою донькою в родині князя Шаумбург-Ліппського Георга Вільгельма та його дружини Іди Кароліни Вальдек-Пірмонтської. Мала старшого брата Адольфа. Згодом сім'я поповнилася ще сімома дітьми, з яких четверо досягли дорослого віку.
У 24 роки Матильда вступила в шлюб з 22-річним герцогом Євгеном Вюртемберзьким. Весілля відбулося у Бюкебурзі 15 липня 1843 року. В шлюбі народила трьох дітей.
Чоловік Матильди мав характер дослідника, цікавився астрономією та поезією. Вона оформлювала його поетичні збірки.
1857 року герцог успадкував від батька палац Карлсруе в Сілезії. Там він отримав прізвисько серед місцевого населення «Добрий князь», через свою ввічливість та турботу про місцевих.
Матильда пережила чоловіка на 16 років і померла у 1891 році в Карлсруе. Похована поруч із ним у євангелічній церкві Святої Софії в Карлсруе.

## Родина
Чоловік — Євген Вюртемберзький (1820—1875)
Діти:
- Вільгельміна (1844—1892) — дружина герцога Ніколауса Вюртемберзького, дітей не мали;
- Євген (1846—1877) — герцог Вюртемберзький, був одружений із російською великою княжною Вірою Костянтинівною, мав трьох дітей;
- Пауліна (1854—1914) — морганатична дружина доктора Мельхіора Ганса Оттокара Вілліма, мали трьох дітей.